# Zgornja Štajerska

Zgornja štajerska (nemško Obersteiermark in starejše Obersteier) je ime za severni, gorati in gozdnati del avstrijske zvezne dežele Štajerske. Preostali del današnje zvezne države je nekdanja Srednja štajerska (nemško Mittelsteiermark) in današnja Vzhodna štajerska (nemško Oststeiermark) in Zahodna štajerska (nemško Weststeiermark), medtem ko Spodnja štajerska (nemško Untersteiermark) leži v današnji Sloveniji.

## Geografija
Medtem ko je v jugovzhodnem delu med Judenburg in Mürzzuschlag (Mur-Mürz-Furche) veliko industrije, v zahodnem in severnem delu (Oberes Ennstal, Ausseerland, Paltental, Murau) prevladuje kmetijstvo in turizem.
Zgornjo Štajersko sestavljajo okraji:
- Bruck-Mürzzuschlag
- Leoben
- Liezen
- Murau
- Murtal

Razdeljena je na tri podregije:
- Vzhodna Zgornja Štajerska (nemško Ostliche Obersteiermark) (Hochsteiermark, okraja: Leoben in Bruck-Mürzzuschlag): Oberes Murtal iz Kraubath, Mürztal, Liesingtal, Erzberg-regija, Vordernbergertal, Mariazellerland z zgornjim Salzatal[1]
- Zahodna Zgornja Štajerska (nemško Westliche Obersteiermark) (okraja: Murau in Murtal): Oberes Murtal do Kraubath s stranskimi dolinami (pravzaprav: jugozahodna Zgornja Štajerska)
- okraj Liezen: Steirisches Ennstal in stranske doline, Ausseerland, spodnji Salzatal[1] (severozahod Zgornje Štajerske)